# Vasile Luca

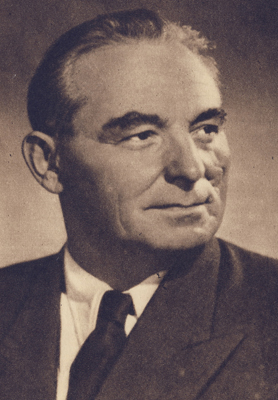
Vasile Luca

Vasile Luca (Geburtsname: László Luka; * 8. Juni 1898 in Catalina, Kreis Covasna; † 27. Juli 1963 im Zuchthaus von Aiud, Kreis Alba) war ein rumänischer Politiker der Rumänischen Kommunistischen Partei PCR (Partidul Comunist din România) bzw. seit 1948 der PMR (Partidul Muncitoresc Român), der unter anderem zwischen 1945 und 1952 Mitglied des Politbüros sowie des Sekretariats des Zentralkomitees der Partei war. Er war ferner von 1947 bis 1952 Finanzminister sowie zwischen 1949 und 1952 Vize-Ministerpräsident.
Innerhalb der Kommunistischen Partei gehörte er neben Ana Pauker zu den führenden Persönlichkeiten der Gruppe der sogenannten „Emigranten“, die den Zweiten Weltkrieg im Moskauer Exil verbracht hatten. Die sogenannten „Einheimischen“, von denen Gheorghe Gheorghiu-Dej der wichtigste war, waren während des Krieges in rumänischen Gefängnissen inhaftiert gewesen. Eine etwas weniger stalinistische Gruppierung, zu der Lucrețiu Pătrășcanu zählte, hatte sich durch die Jahre der Militärdiktatur Ion Antonescus gerettet, indem sie sich in Rumänien versteckte.
Er wurde zusammen mit der Gruppe um Ana Pauker, Teohari Georgescu und Gheorghe Rădulescu 1952 aus der PMR ausgeschlossen.

## Leben

### Schlosser, Erster Weltkrieg und Parteifunktionär
Luca, der zur magyarischen Minderheit in Rumänien gehörte und als László Luka geboren wurde, absolvierte nach dem Besuch der Primarschule eine Berufsausbildung zum Schlosser beim staatlichen Eisenbahnunternehmen CFR (Căile Ferate Române) und arbeitete danach als Schlosser in deren Eisenbahndepot in Kronstadt. Während des Ersten Weltkriegs wurde er 1915 zum Kriegsdienst in der gemeinsamen Armee von Österreich-Ungarn eingezogen und nahm an mehreren Fronteinsätzen teil.
Nach Kriegsende trat er als Freiwilliger der Nationalgarde (Garda Națională) bei und gehörte zu deren aus Angehörigen der magyarischen Minderheit bestehenden Szekler-Verband (Divizia secuiască), ehe er 1919 seine berufliche Tätigkeit als Schlosser im Eisenbahndepot von Brașov wieder aufnahm. Während dieser Zeit wurde er auch Mitglied der Gewerkschaft sowie der PCR und begann Mitte der 1920 seine Tätigkeit als Parteifunktionär, als er 1924 Sekretär des Parteikomitees im Kreis Brașov wurde. Bereits kurze Zeit später wurde er jedoch nach dem Verbot der PCR 1924 wegen seiner politischen Aktivitäten festgenommen und befand sich bis 1927 in Haft.
1930 nahm Luca an den fraktionistischen Aktivitäten innerhalb der illegalen Partei teil und wurde mit der Organisation der Parteiarbeit im heutigen Moldawien beauftragt. 1933 wurde er wegen seiner Beteiligung an gewerkschaftlichen Aktivitäten erneut verhaftet und zu einer fünfjährigen Freiheitsstrafe verurteilt, die er bis 1938 verbüßte. Nach seiner Haftentlassung wurde er 1938 Mitglied des ZK der PCR.

### Flucht in die Sowjetunion, Zweiter Weltkrieg und Rückkehr nach Rumänien

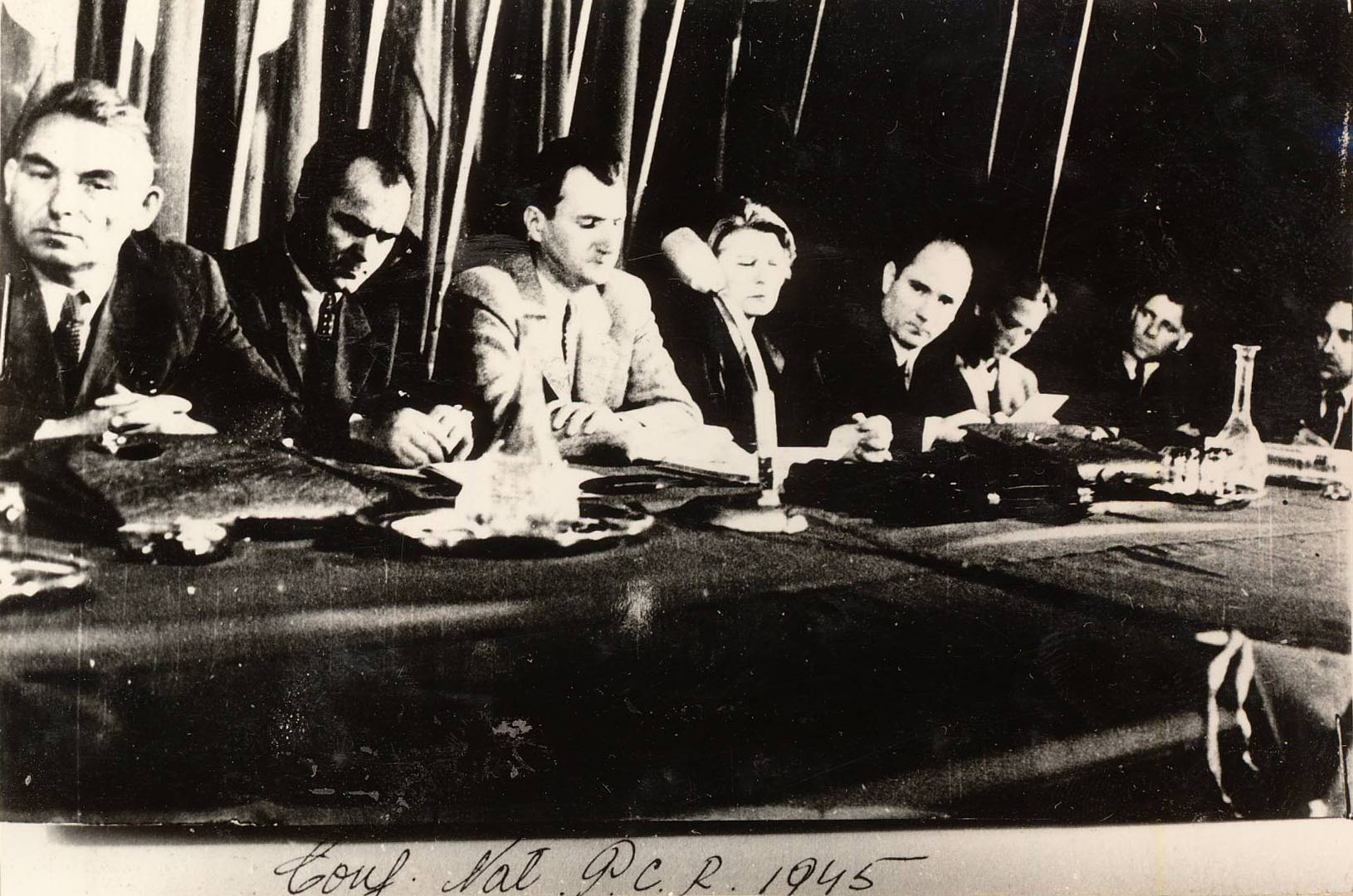
Konferenz der Rumänischen Kommunistischen Partei 1945.
Von links nach rechts: Vasile Luca, Constantin Pîrvulescu, Lucrețiu Pătrășcanu, Ana Pauker, Teohari Georgescu, Florica Bagdasar und Gheorghe Vasilichi

Am 4. April 1940 wurde Luca erneut festgenommen als er versuchte, die Grenze zur Sowjetunion zu überqueren und zu einer achtmonatigen Freiheitsstrafe in der Strafanstalt Cernăuți verurteilt. Nach der Eroberung der Stadt durch die Rote Armee wurde er jedoch am 28. Juni 1940 aus der Haft entlassen und erwarb die sowjetische Staatsbürgerschaft.
Während des Zweiten Weltkrieges hielt er sich in der Sowjetunion auf und arbeitete dort für die rumänische Abteilung von Radio Moskau sowie die von der Kommunistischen Internationale unterstützen rumänischen Radiosender. Zugleich engagierte er sich in der Kommunistischen Partei der Sowjetunion (KPdSU), die er von 1940 bis September 1944 als Deputierter im Obersten Sowjet der Ukrainischen Sozialistischen Sowjetrepublik.
Im September 1944 kehrte Luca nach Rumänien zurück. Innerhalb der Kommunistischen Partei gehörte er damit neben Ana Pauker zu den führenden Persönlichkeiten der Gruppe der sogenannten „Emigranten“, die den Zweiten Weltkrieg im Moskauer Exil verbracht hatten. Die sogenannten „Einheimischen“, von denen Gheorghe Gheorghiu-Dej der wichtigste war, waren während des Krieges in rumänischen Gefängnissen inhaftiert gewesen. Eine etwas weniger stalinistische Gruppierung, zu der Lucrețiu Pătrășcanu zählte, hatte sich durch die Antonescu-Jahre gerettet, indem sie sich in Rumänien versteckte.

### Politbüro-Mitglied, ZK-Sekretär, Finanzminister und Vize-Ministerpräsident
Auf der Nationalkonferenz der PCR (Conferința Națională), die vom 16. bis 22. Oktober 1945 stattfand, wurde Luca zum Mitglied des ZK des PCR, des Politbüros des ZK sowie des Sekretariats des ZK der PCR gewählt und gehörte diesen Gremien bis zu seiner Entmachtung am 27. Mai 1952 an. Er war von 1946 bis 1948 Mitglied der Abgeordnetenkammer (Adunarea Deputaților) und vertrat in dieser Zeit den Wahlkreis Cluj. Darüber hinaus wurde er am 1. November 1947 als Brigadegeneral in den Dienst der Streitkräfte (Armata Română) aufgenommen.
Für seine Verdienste wurde Luca 1947 mit dem Großkreuz des Ordens der Krone von Rumänien (Coroana României) ausgezeichnet.
Am 1. November 1947 übernahm er darüber hinaus das Amt des Finanzministers (Ministru al Finanțelor) in der Regierung von Ministerpräsident Petru Groza und bekleidete dieses Ministeramt bis zum 9. März 1952. Gleichzeitig war er seit dem 1. Dezember 1948 Präsident der Kommission zur Vereinfachung und Rationalisierung des Staatsapparates. 1948 wurde er erstmals Mitglied der Großen Nationalversammlung (Marea Adunare Națională) und vertrat dort bis 1952 den Wahlkreis Cluj sowie kurzzeitig bis zu seinem Machtverlust am 27. Mai 1952 den Wahlkreis Aleșd.
Ferner war er vom 16. April 1949 bis zum 28. Mai 1952 Vizepräsident des Ministerrates sowie darüber hinaus vom 24. Mai 1950 bis zum 27. Mai 1952 auch Mitglied des Organisationsbüros des ZK der PMR.

### Entmachtung 1952, Verurteilung und Rehabilitierung 1968

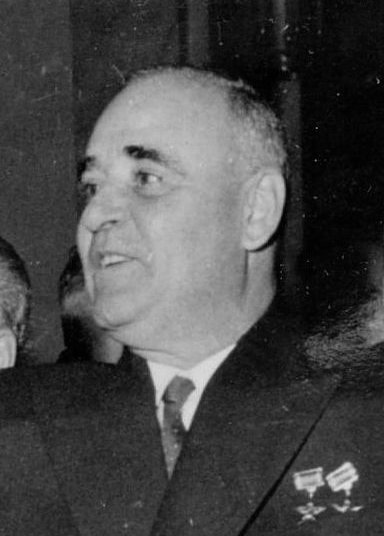
Der damalige Erste Sekretär der PMR, Gheorghe Gheorghiu-Dej, beschuldigt ihn 1952 der Abweichung von der Parteilinie, die zu Lucas Entmachtung führte

Auf dem Plenum des ZK der PMR vom 27. Mai 1952 verlor er seine politischen Ämter, nachdem ihm eine „rechte Abweichung“ (‚deviere de dreapta‘) vorgeworfen wurde. Er wurde zusammen mit der angeblich parteifeindlichen Gruppe um Ana Pauker, Teohari Georgescu und Gheorghe Rădulescu 1952 aus der PMR ausgeschlossen. Nach der Entmachtung beschuldigte der damalige Erste Sekretär des ZK der PMR, Gheorghe Gheorghiu-Dej, sowohl Pauker als auch ihn, bei der Kollektivierung der Landwirtschaft in Rumänien „provokative Maßnahmen angestiftet“ und „auf dem freien Willen der Bauern herumgetrampelt“ zu haben.
Andererseits veranlasste die Entmachtung der parteifeindlichen Gruppe Gheorghiu-Dej 1952 zur Beendigung des sogenannten Pitești-Experiments, eine von Teilen des Geheimdienstes Securitate initiierte Umerziehungsmaßnahme in den Jahren 1949 bis 1952, bei der versucht wurde, politische Gefangene zu kommunistisch orientierten Personen umzuformen.
Am 14. August 1952 wurde Luca schließlich festgenommen und befand sich bis Herbst 1954 in Untersuchungshaft. 1954 verurteilte ihn ein Gericht wegen des Versuchs von Aktivitäten gegen die Arbeiterklasse sowie wegen der Untergrabung der nationalen Wirtschaft zum Tode. Das Todesurteil wurde kurz darauf in lebenslange Zwangsarbeit umgewandelt. Diese Strafe verbüßte er bis zu seinem Tod am 27. Juli 1963 im Zuchthaus von Aiud.
Auf einem Plenum des ZK der PCR im April 1968 wurde er von Gheorghiu-Dejs Nachfolger Nicolae Ceaușescu posthum juristisch rehabilitiert.